# Castlefin
Castlefin är en ort i republiken Irland. Den ligger i den norra delen av landet, 180 km nordväst om huvudstaden Dublin. Castlefin ligger 10 meter över havet och antalet invånare är 787.
Terrängen runt Castlefin är huvudsakligen platt, men norrut är den kuperad. Castlefin ligger nere i en dal.Runt Castlefin är det ganska tätbefolkat, med 83 invånare per kvadratkilometer. Närmaste större samhälle är Letterkenny, 18,5 km nordväst om Castlefin. Trakten runt Castlefin består i huvudsak av gräsmarker.